# Línia evolutiva de Poliwag
Aquesta línia evolutiva de Pokémon inclou Poliwag, Poliwhirl, Poliwrath i Politoed.

## Poliwag
En Poliwag (ニョロモ, Nyoromo al Japó, Quapsel a Alemanya i Ptitart a França) és la seixantena de les 493 espècies fictícies que provenen del món de Pokémon. Té tres evolucions (Poliwag, Poliwhirl i Poliwrath o Politoed). És el núm. 60 a la Pokédex Nacional i el 72 a la Pokédex Johto.

## Poliwhirl
En Poliwhirl (ニョロゾ, Nyorozo al Japó, Quaputzi a Alemanya i Tertarte a França) té tres evolucions (Poliwag, Poliwhirl i Poliwrath o Politoed). És el núm. 61 a la Pokédex Nacional i el 73 a la Pokédex Johto.

## Poliwrath
Poliwrath és una de les espècies que apareixen a la franquícia Pokémon, una sèrie de videojocs, anime, mangues, llibres, cartes col·leccionables i altres mitjans que va ser inventada per Satoshi Tajiri i ha generat milers de milions de dòlars en beneficis per a Nintendo i Game Freak. És de tipus aigua i lluita. Evoluciona de Poliwhirl.

## Politoed
Politoed és una de les espècies que apareixen a la franquícia Pokémon, una sèrie de videojocs, anime, mangues, llibres, cartes col·leccionables i altres mitjans que va ser inventada per Satoshi Tajiri i ha generat milers de milions de dòlars en beneficis per a Nintendo i Game Freak. És de tipus aigua i evoluciona de Poliwhirl.
L'espècie de nematode Parapharyngodon politoedi fou anomenada en referència a aquest Pokémon.